# Daviz Simango
Daviz Simango (ur. 7 lutego 1964, zm. 21 lutego 2021 w Johannesburgu) – mozambicki polityk, burmistrz Beiry od 2003 do 2021, lider Ruchu Demokratycznego Mozambiku (MDM) w latach 2009–2021. Kandydat w wyborach prezydenckich w 2009.

## Życiorys
Daviz Simango urodził się w 1964 w Tanzanii, gdzie jego rodzice czynili przygotowania do udziału w wojnie o niepodległość Mozambiku. Jego ojciec, Uria Simango, protestancki pastor Zjednoczonego Kościoła Chrystusa w Mozambiku był pierwszym wiceprzewodniczącym FRELIMO, jednak w czasie wojny domowej w kraju został zamordowany przez członków swojej partii za "reakcjonizm".
Ukończył budownictwo na Uniwersytecie im. Eduardo Mondlane w Maputo. W 1997 rozpoczął działalność polityczną w szeregach RENAMO. W 2003 został wybrany burmistrzem Beiry, drugiego pod względem ludności miasta w kraju. Za wzorowe zarządzanie miastem otrzymał kilka nagród i odznaczeń. W 2008 wszedł w konflikt z kierownictwem RENAMO i we wrześniu 2008 został usunięty z partii. W kolejnych wyborach na burmistrza Beiry, w listopadzie 2008, wystartował jako kandydat niezależny. Wybory wygrał, zdobywając większość głosów.
W marcu 2009 założył własne ugrupowanie, Ruch Demokratyczny Mozambiku (MDM, Movimento Democrático de Moçambique). Jako jego kandydat wziął udział w wyborach prezydenckich w październiku 2009. W czerwcu 2009 jego osoba stała się celem zamachu. Zamachowcy, którzy prawdopodobnie byli członkami RENAMO, ostrzelali samochód, którym przejeżdżał w czasie wiecu wyborczego. W czasie kampanii wyborczej oskarżył FRELIMO o nieradzenie sobie ze społecznym wykluczeniem mieszkańców. Wezwał do głosowania na MDM w celu zapobieżenia powrotowi jednopartyjnego państwa. W wyborach 28 października 2009 zajął trzecie miejsce, zdobywając 8,59% głosów poparcia i ustępując miejsca prezydentowi Guebuzie, który uzyskał 75% głosów. Jego partia zdobyła natomiast 8 mandatów w parlamencie.
Zmarł w RPA na skutek COVID-19 w okresie światowej pandemii tej choroby.